# 埃爾多維奧
埃爾多維奧是哥倫比亞的城鎮，位於該國西部，由考卡山谷省負責管轄，距離首府卡利167公里，始建於1536年，面積283平方公里，海拔高度2,533米，2005年人口9,090。
4°31′N 76°14′W / 4.517°N 76.233°W